# Streuwiesen bei Werder
Streuwiesen bei Werder este o arie protejată (arie specială de conservare — SAC, sit de importanță comunitară — SCI) din Germania întinsă pe o suprafață de 71,76 ha, integral pe uscat.

## Localizare
Centrul sitului Streuwiesen bei Werder este situat la coordonatele 52°23′08″N 12°54′29″E / 52.3856°N 12.9081°E.

## Înființare
Situl Streuwiesen bei Werder a fost declarat sit de importanță comunitară în martie 2004.

## Biodiversitate
Situată în ecoregiunea continentală, aria protejată conține 3 habitate naturale: Pajiști cu Molinia pe soluri calcaroase, turboase sau argilos-nămoloase (Molinion caeruleae), Liziere de ierburi înalte hidrofile de câmpie și de nivel montan până la alpin, Pajiști aluvionare inundabile, de Cnidion dubii.
La baza desemnării sitului se află un număr nedeclarat de specii protejate.